# Sundown (hudební skupina)
Sundown (v českém překladu západ slunce) byla švédská gothic metalová kapela. Byla založena roku 1997 Johnnym Hagelem (bývalý člen švédské kapely Tiamat) a Mathiasem Lodmalmem (bývalý člen švédské kapely Cemetary). Lodmalm ukončil v roce 1997 činnost Cemetary kvůli personálním záležitostem a problémy s vydavatelstvím. Mimochodem album Cemetary z roku 1996 nese název Sundown. Hagel odešel z Tiamatu a jelikož skupiny Cemetary a Tiamat měly stejného manažera, dvojice se dala dohromady. Oba muzikanti se dohodli na společné zkoušce (tzv. jamu) a zjistili, že si rozumí. K nové kapele se připojil bubeník Christian Silver a kytarista Andreas Johansson. Brzy vzniklo první studiové album s názvem Design 19 (vydáno společností Century Media), natočil se videoklip ke skladbě 19 a kapela odehrála turné, to vše během 5 měsíců.
Druhá dlouhohrající deska se jmenuje Glimmer a vyšla v roce 1999. Má ji na svědomí již značně obměněná sestava (na ní už Hagel nespolupracoval), poté kapela zanikla. Lodmalm se Silverem a Engströmem totiž vzkřísili Cemetary pod novým názvem Cemetary 1213.

## Diskografie
Studiová alba
- Design 19 (1997)
- Glimmer (1999)

Singly
- Halo (1999)